# Reinhardbraunsita
La reinhardbraunsita és un mineral de la classe dels silicats, que pertany al grup de la chegemita. Va ser descoberta l'any 1980 a la pedrera Caspar, volcà Bellerberg, Renània-Palatinat, a Alemanya i el seu nom fa honor a l'alemany Reinhard Brauns (1867 - 1937) professor de mineralogia i petrografia de la Universitat de Bonn.

## Característiques
La reinhardbraunsita és un nesosilicat de fórmula química Ca₅(SiO₄)₂(OH)₂. Cristal·litza en el sistema monoclínic en grans anhèdrics o subhèdrics, de fins a 3 mm. És de color rosa clar i la seva duresa a l'escala de Mohs és de 5 a 6.
Segons la classificació de Nickel-Strunz, la reinhardbraunsita pertany a «9.AF - Nesosilicats amb anions addicionals; cations en [4], [5] i/o només coordinació [6]» juntament amb els següents minerals: sil·limanita, andalucita, kanonaïta, cianita, mullita, krieselita, boromullita, yoderita, magnesiostaurolita, estaurolita, zincostaurolita, topazi, norbergita, al·leghanyita, condrodita, kumtyubeïta, hidroxilcondrodita, humita, manganhumita, clinohumita, sonolita, hidroxilclinohumita, leucofenicita, ribbeïta, jerrygibbsita, franciscanita, örebroïta, welinita, el·lenbergerita, sismondita, magnesiocloritoide, ottrelita, poldervaartita i olmiïta.

## Formació i jaciments
La reinhardbraunsita es troba en contacte amb xenolits metamorfosats i metasomatitzats rics en calci en escòria.
Ha estat trobada a la pedrera Caspar, volcà Bellerberg, Renània-Palatinat, a Alemanya; a Negev, Israel; a Oslavany, Moràvia del Sud, Moràvia, a la República Txeca; a Racoş, Brașov, a Romania; a la vall Baksan, Kabardino-Balkària, Caucas Nord, a Rússia i a Fort Portal, Kabarole, Uganda.
Sol trobar-se associada a altres minerals com: el·lestadita, cuspidina, gehlenita, brownmil·lerita, mayenita i periclasa.